# Paramount Network
Paramount Network is een televisiezender die oorspronkelijk begon als The Nashville Network (TNN), opgericht door Gaylord Entertainment Company en Group W Satellite Communications in maart 1983, maar anno 2018 is deze zender in handen van Viacom. In 2003 werd TNN hernoemd naar Spike TV, nadat ze een rechtszaak die aangespannen was door filmmaker en regisseur Spike Lee hadden gewonnen. In 2006 werd de toevoeging TV uit de naam verwijderd. In 2015 ging Spike internationaal met onder meer versies in het Verenigd Koninkrijk, Nederland en Vlaanderen. Op 18 januari 2018 kreeg de zender in de Verenigde Staten de huidige naam Paramount Network. Hierbij worden naast entertainment en sport, dat al eerder werd uitgezonden, ook eigen scripted en non-scripted series aan het aanbod toegevoegd. Ook worden er films op de zender uitgezonden. Voor de Amerikaanse naamswijziging richtte de zender zich op een doelgroep van voornamelijk mannen. In Europa zijn de Spike-zenders niet tot Paramount Network omgedoopt en bestaat Spike naast Paramount Network in verschillende markten. In Spanje en Italië zijn de daar actieve versies van Paramount Channel tot Paramount Network omgedoopt. In Denemarken en Zweden zijn de Comedy Central-zenders vervangen door Paramount Network en in het Verenigd Koninkrijk is een nieuwe Paramount Network van start gegaan. In sommige andere landen waaronder Frankrijk en Roemenië Paramount Channel. Een aangepaste versie van Paramount Network is beschikbaar in Canada.

## Verenigd Koninkrijk
Op 15 april 2015 begon Spike met een zender in het Verenigd Koninkrijk. Hierbij maakt het deel uit van de Channel 5 Broadcasting Limited groep die sinds 2014 in handen is van ViacomCBS. Op 31 oktober 2017 werd de naam veranderd naar 5Spike voor een betere band met de zusterkanalen van Channel 5. Op 4 juli 2018 begon Paramount Network als aparte zender naast 5Spike. In januari 2020 zijn 5Spike en Paramount Network gefuseerd tot Paramount Network en heeft 5Spike haar uitzendingen gestaakt. Op 19 januari 2022 werd Paramount Network vervangen door 5Action.

## Nederland en Vlaanderen
Er zijn sinds 1 oktober 2015 Spike Nederland en Spike  Vlaanderen. Spike zendt in Nederland 24 uur per dag uit, maar niet elke televisieprovider geeft de 24-uren door. Spike was in Vlaanderen, tot deze op 6 januari 2021 werd opgeheven, iedere dag vanaf 21:05 uur op het kanaal van Nickelodeon beschikbaar. Nederland Spike is op 24 mei 2022 met uitzenden gestopt en vervangen door Paramount Network, door Nederlands Paramount Network.

## Andere landen

### Huidige landen
- Hongarije: Paramount Network (17 december 2020, begonnen als Paramount Channel)
- Spanje: Paramount Network (10 juni 2018, begonnen als Paramount Channel op 30 maart 2012)
- Tsjechië: Paramount Network (12 januari 2021)
- Nederland: Paramount Network (24 mei 2022, begonnen als spike op 1 oktober 2015)

### Opgedoekte landen
- Australië: Spike (1 juli 2016 tot 27 februari 2022)
- Denemarken: Paramount Network (8 januari 2019 tot 1 januari 2022, begonnen als Comedy Central op 2 december 2014)
- Finland: Paramount Network (1 oktober 2019 tot 1 januari 2022)
- Hongarije: RTL Spike (1 december 2016 tot 12 januari 2021, vervangen door TeenNick)
- Italië: Spike (22 oktober 2017 tot 16 januari 2022)
- Italië: Paramount Network (16 maart 2019 tot 16 januari 2022, begonnen als Paramount Channel op 27 februari 2016)
- Roemenië: Paramount Channel (14 januari 2014 tot 12 januari 2021)
- Rusland: Spike (15 maart 2017 tot 1 juni 2021)
- Verenigd Koninkrijk: (5)Spike (15 april 2015 tot 7 januari 2020)
- Verenigd Koninkrijk: Paramount Network (4 juli 2018 tot 19 januari 2022, vervangen door 5Action)
- Zweden: Paramount Network (15 januari 2019 tot 1 januari 2022, begonnen als Comedy Central op 1 januari 2009)
- Nederland: Spike (1 oktober 2015 tot 24 mei 2022, vervangen door Paramount Network)
- vlaanderen : Spike (1 oktober 2015 tot 6 januari 2021)